# Ladestation
En ladestander eller ladestation er en anordning til overføring af elektrisk energi til elbiler og plug-in hybrider. For elbilerne er de en forudsætning, for at bilerne regelmæssigt kan "tankes" med el og ikke risikerer at blive stående med tomt batteri, det gælder især for dem, som bor i byer og som mangler adgang til eget eludtag eller som ikke kan lade på f.eks. arbejdspladsen. For plug-in-hybridbilerne er ladestanderne et godt supplement for at forlænge rækkevidden med ren eldrift.
Flere ressourcer er tilgængelige til at finde ledige ladestandere. I 2024 er der over 28.000 ladepunkter i Danmark (heraf godt 5.000 hurtigladere) til over 250.000 elbiler, svarende til et gennemsnit på 10 elbiler pr. ladestander.
Endnu mangler standarder og klare rutiner for infrastruktur, betalingsmåde, sikkerhed og andre praktiske detaljer. Betaling er knyttet til udbyder, og kan i Europa ske på tværs af udbydere ligesom roaming kendes fra mobiltelefonbranchen, men til højere pris. Ladestanderen kan stå ved en parkeringsplads reserveret til elektriske biler så ladestanderen er tilgængelig; Københavns Kommune havde 756 p-pladser til elbiler i 2021. 78% af danske bilejere har egen grund som potentielt kan få installeret en lader. Dog har København og Frederiksberg mange boligblokke, så kun 20% af bilister kan lade hjemme. Flere arbejdspladser har også ladestandere til de ansatte. Større installationer af ladestandere reguleres i Danmark af 'Ladestanderbekendtgørelsen'.
Ladehastigheden kan være vidt forskellig, afhængig af ladestanderens type og effekt, samt bilens evne til at modtage strøm. De fleste ladestandere (Type 2) giver 11-22 kW vekselstrøm, og de fleste elbilers omformer kan tage imod 11 kW vekselstrøm. Etableringsudgiften til ladestedet består af selve ladestanderen, samt de jordledninger der skal føre strømmen frem fra elnettet til ladestanderen. Ældre små ladestanderne er udstyret med et eller to 230 voltsudtag, 10 A eller (hvilket bliver almindeligere) 16 A, som giver 2-3 kW. Private ladebokse kan få statsafgift for strøm delvist refunderet via ladeoperatøren.
Såkaldte hurtigladere kan være 23—100 kW, og lynladere er op til 150 kW, begge med jævnstrøm direkte til bilens batteri. De fleste har stik med 'Combined Charging System (CCS)'. Mange er drevet af private firmaer på kommercielle vilkår, med vidt forskellige priser afhængigt af omstændighederne. Etableringsudgiften kan være en kvart million kroner for en 50 kW ladestander, og firmaer kan få statsafgift for strøm refunderet. Bil og ladestander kommunikerer gennem ladekablet og aftaler lade-effekten løbende, og giver den såkaldte ladekurve.
Særligt kraftige ladestandere findes til lastbiler, busser, tog, skibe med flere megawatt og lignende. For eksempel har Linje 2A bus et 288 kWh batteri som lades med op til 450 kW i 6½ minut ad gangen. Ved Novo i Bagsværd blev en ladestation med 33 ladere med hver 150 kW åbnet i November 2021. Stationen har egen transformator, og skal efterhånden lade 66 busser om natten.